# Transports en Bosnie-Herzégovine

Routes en Bosnie-Herzégovine.

Le transport en Bosnie-Herzégovine repose sur la route, la voie ferrée et le transport aérien. Le pays dispose d'une seule ville portuaire avec un accès réduit à la mer.

## Transport routier

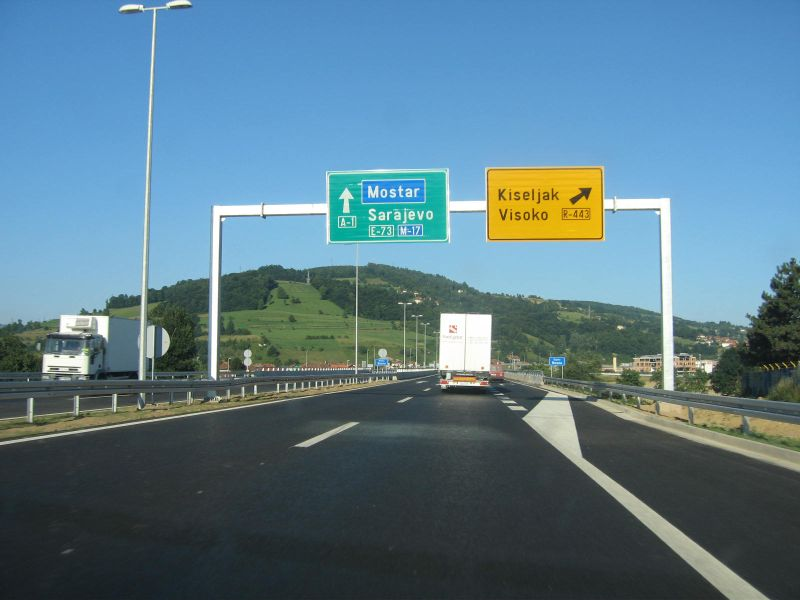
L'autoroute A1.

Le pays dispose de 22 926 km de routes, dont 4 652 km de routes inter-urbaines en 2010.
Les principales villes ont des gares routières, et des lignes de bus sont proposées pour des liaisons vers les villages voisins.

## Transport ferroviaire
La ville de Sarajevo dispose d'un réseau de tramway.

## Transport maritime
La Bosnie-Herzégovine dispose d'un unique accès à la Mer Adriatique avec la ville portuaire de Neum.

## Transport fluvial
Quelques ports permettent le transport de marchandises par voie d'eau : Gradiška, Brod, Šamac, Brčko, etc.

## Transport aérien

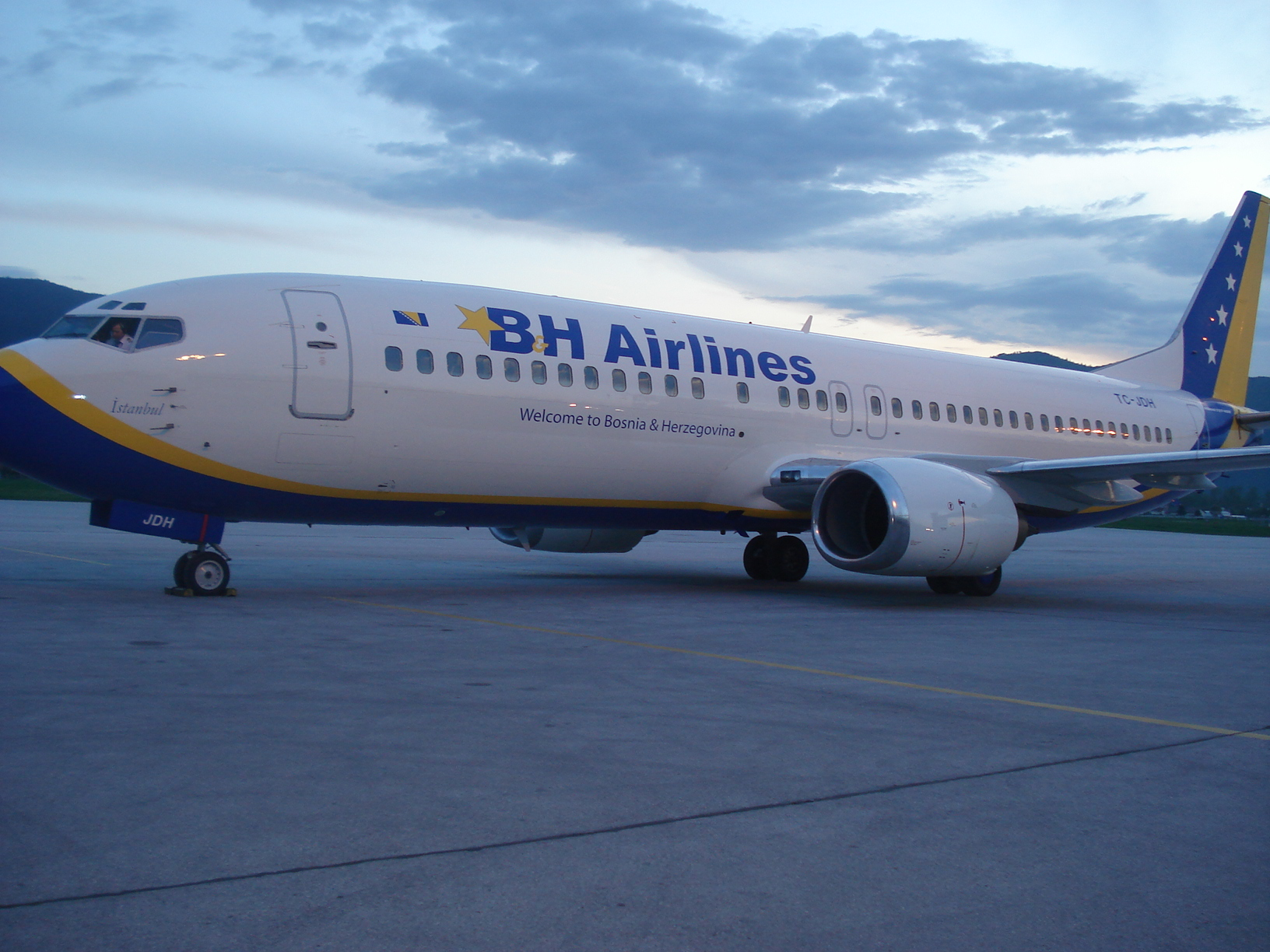
Boeing 737 de B&H Airlines.

Le pays dispose de 24 aéroports et 6 héliports (en 2013).
La compagnie aérienne nationale, B&H Airlines, assure des vols réguliers et des vols charters vers le Danemark, la Suisse et la Turquie.
Les principaux aéroports sont l'aéroport international de Sarajevo, l'aéroport international de Banja Luka et celui de Tuzla. L'aéroport de Mostar, resté longtemps militaire, a commencé à s'ouvrir aux vols réguilers depuis 2014.